# Фабрициус, Ян (драматург)
Ян Фабрициус (нидерл. Jan Fabricius; 30 сентября 1871, Ассен — 23 ноября 1964, Уимборн Минстер) — нидерландский писатель
 и драматург. Отец Йохана Йоханнеса Фабрициуса.
В 1892—1902 г. жил в Индонезии (Бандунг), занимаясь издательским делом. В 1910—1914 г. снова в Индонезии, был главным редактором газеты «Bataviaas Handelsblad». В 1938 г. эмигрировал из Нидерландов в Великобританию.
Выступил как литератор в 1907 г., последнее произведение написано в 1961-м. Значительная часть произведений Фабрициуса проникнута ностальгическими чувствами по отношению к голландской Ост-Индии — так, наиболее известное его произведение, пьеса «Dolle Hans» (1916) носит характерный подзаголовок «индо-драма» (нидерл. Indo-Drama).